# جامع أراك
جامع أراك هو مسجد جامع تاريخي يفع في أراك بإيران، في بداية بازار آراك.